# Moore (Carolina del Sur)
Moore es un área no incorporada ubicada del condado de Spartanburg en el estado estadounidense de Carolina del Sur. Moore no tiene grandes masas de agua. Está creciendo en un suburbio de Spartanburg.

## Geografía
Moore se encuentra en el piedemonte, (conocida localmente como el norte del estado) la región de Carolina del Sur a una latitud de 34.833N y una longitud de-81.992W. La elevación de Moore es de 725 m s. n. m.
Moore se encuentra al sur de Spartanburg en U.S. Route 221 y a una milla al oeste de Interestatal 26.

## Agricultura
Moore es famoso por su granja Niven’s Apple, uno de los mayores productores y vendedores de manzanas en el Condado de Spartanburg. El maíz es también un producto de referencia. Los bovinos son la principal ganadería.